# Limenitis albidior
Limenitis albidior är en fjärilsart som beskrevs av Hall 1930. Limenitis albidior ingår i släktet Limenitis och familjen praktfjärilar. Inga underarter finns listade i Catalogue of Life.